# Квантова телепортация
Квантова телепортация е процес, при който квантовата информация (например състояние на атоми или фотони) се предава от едно място на друго с помощта на класически комуникационен канал и по-рано споделено квантово заплитане между изпращащата и получаващата квантови системи. През 2014 г. е постигната телепортация на информация между квантово сплетени фотони на повече от 25 km. Квантовата телепортация е нещо съвсем различно от телепортацията със свръхсветлинна скорост в научната фантастика и не може да се използва за пренасяне на материя със свръхсветлинна скорост.